# Ictidomys mexicanus
El motocle o ardillón mexicano (Ictidomys mexicanus) es una especie de roedor esciuromorfo de la familia Sciuridae.

## Distribución geográfica yhábitat
Es endémica de México, donde está ampliamente distribuido y se encuentra en pastizales, matorrales y zonas boscosas.

## Comportamiento
Tienen una alimentación muy variada; se alimentan de una gran cantidad de insectos y sus larvas, diversas plantas anuales, raíces, brotes y cortezas de ramas en crecimiento, los conos de las coníferas, polen, frutos, semillas y hongos. En algunos casos pueden ser oportunistas y consumir los huevos o polluelos de algunas aves.